# هاتف لاسلكي

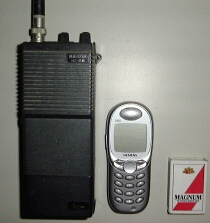
مقارنة بين جهاز الإرسال والاستقبال المحمولة للهواة ، والهاتف الخلوي، وعلبة الثقاب

الهاتف اللاسلكي (أو هاتف الراديو) هو نظام اتصالات لنقل الكلام عبر الراديو. نادراً ما يتم ربط أنظمة الاتصالات الراديوية بشبكة الهاتف التبادلية العامة ، وفي بعض الخدمات الراديوية، بما في ذلك GMRS،  يُحظر هذا الاتصال البيني. «المهاتفة الراديوية» تعني إرسال الصوت عن طريق الراديو، على عكس الإذاعة الراديوية (والتى تنقل إشارات التلغراف) أو إرسال الفيديو . عندما يتم ترتيب نظام راديو ثنائي الاتجاه للتحدث والاستماع في محطة متنقلة، وحيث يمكن توصيله بنظام الهاتف العام، يمكن للنظام توفير خدمة الهاتف المحمول.